# 城南站 (台州市)
城南站是台州市域铁路S1线的一个车站暨该线路一期工程的南端终点站，位于中华人民共和国浙江省台州市温岭市城南镇226省道与鸣鹤路交叉口北部的东侧绿地中。该站于2022年12月28日启用。

## 车站结构
本站为高架三层岛式车站，车站北侧设有一条单渡线，南侧设有一组交叉渡线和双存车线，正线南端预留南延条件。

### 车站楼层
| 地上三层 | 一站台   | S1线 终点站台                                  |  |  |
|          | 岛式站台 |                                                |  |  |
|          | 二站台   | S1线 台州火车站方向（下站：南屏/快车：万昌路） |  |  |
| 地上二层 | 站厅     | 售票机、客服中心、商店、警务室、安检设施       |  |  |
| 地面     | 地面层   | 出入口                                         |  |  |

## 接驳交通
- 公交站点：山后洋
- 公交线路：501路（岙环停车场-南城客运站）、521路（岙环停车场-火车站）[4]

## 历史
本站工程名和正式站名均为城南站。

### 大事记
- 2020年7月18日，本站二区（附属结构）主体结构顺利封顶[6]。
- 2020年9月26日，本站承台全部施工完成[7]。
- 2021年1月1日，本站一区（站房）主体结构顺利封顶[8]。
- 2021年11月19日，本站钢结构雨棚混凝土顺利浇筑完成[9]。
- 2021年12月1日，本站钢结构连廊吊装顺利完工[3]。
- 2023年12月8日，本站司机聆心室正式启用[10]。